# کیسوکه ماکینو
کیسوکه ماکینو (انگلیسی: Keisuke Makino؛ زادهٔ ۱۱ آوریل ۱۹۶۹) بازیکن فوتبال اهل ژاپن است.
از باشگاه‌هایی که در آن بازی کرده‌است می‌توان به باشگاه فوتبال سرزو اوساکا و باشگاه فوتبال جف یونایتد ایچیهارا چیبا اشاره کرد.